# Hel Merbaa
Hel Merbaa (franska: Hel Merbaa (CR), Hel Merbaa (Commune Rurale), arabiska: برادية) är en kommun i Marocko.   Den ligger i provinsen Fquih Ben Salah och regionen Béni Mellal-Khénifra, 180 km söder om huvudstaden Rabat. Antalet invånare är 12 614.